# Бегини
Бегините (на нидерландски: begijnen) са участнички в мирски католически религиозен орден, най-активен в Нидерландия през XIII – XVI век.
Те образуват полумонашески общности – бегинажи – без да полагат официален религиозен обет, живеят в безбрачие, докато са част от общността, но могат да я напуснат по всяко време. Макар и по-малко, съществуват и подобни мъжки общности, чиито членове са наричани бегарди. Част са от по-широко религиозно движение, възникнало в XIII век и обявяващо се за подражание на живота на Иисус Христос чрез доброволна бедност, грижи за бедните и болните и религиозна отдаденост.

## Вижте още
- Фламандски бегинажи